# Châteaugiron (comuna delegada)
Châteaugiron era una comuna francesa situada en el departamento de Ille y Vilaine, de la región de Bretaña, que el 1 de enero de 2017 pasó a ser una comuna delegada de la comuna nueva de Châteaugiron al unirse con las comunas de Ossé y Saint-Aubin-du-Pavail.

## Demografía
| Gráfica de evolución demográfica de Châteaugiron entre 1800 y 2014 |
|                                                                    |

Los datos demográficos contemplados en este gráfico de la comuna de Châteaugiron se han cogido de 1800 a 1999 de la página francesa EHESS/Cassini, y los demás datos de la página del INSEE.

## Monumentos
- Castillo de origen medieval pero remodelado en el siglo XVIII, cuando se eliminaron la mayor parte de los elementos defensivos. El edificio principal es la sede del ayuntamiento. Se conserva también la torre del homenaje norte, la torre del reloj (siglos XV y XVI) y un campanario del siglo XVII.[6]
- En la calle de la Magdalena hay antiguas casas de entramado de madera (maisons à colombage).[6]

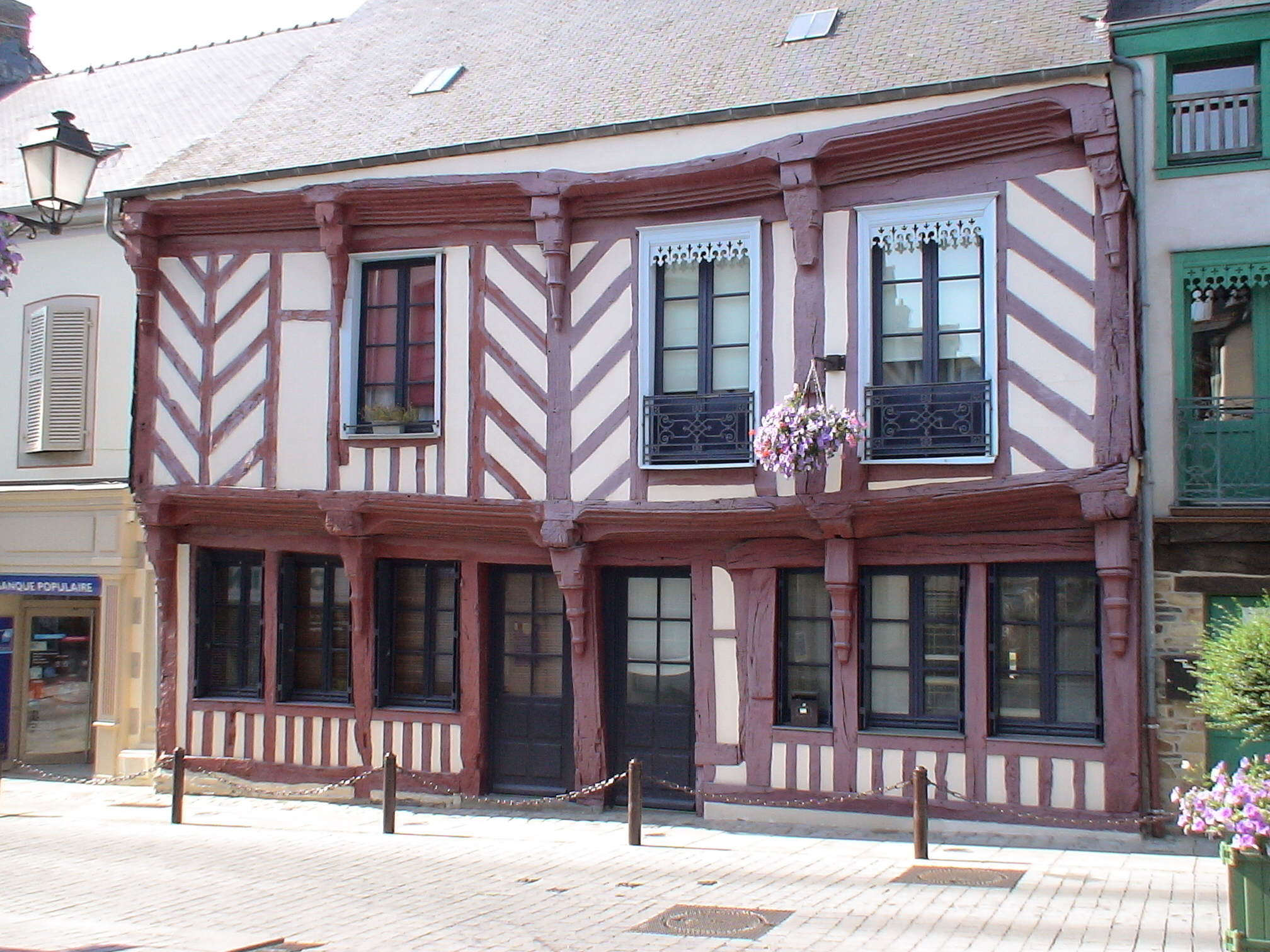
Casa en el número 20 de la calle de la Magdalena.
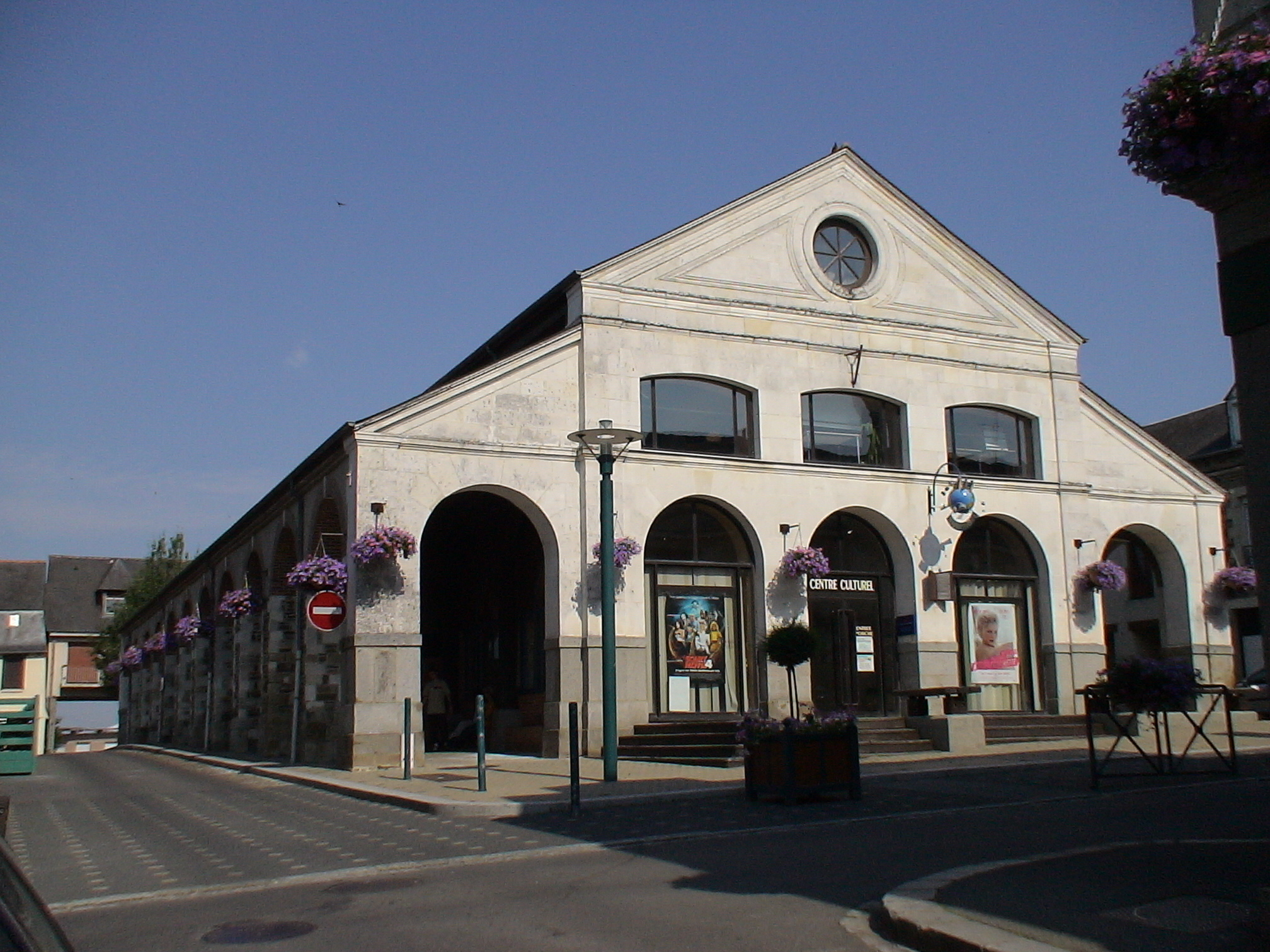
Mercado de Châteaugiron.
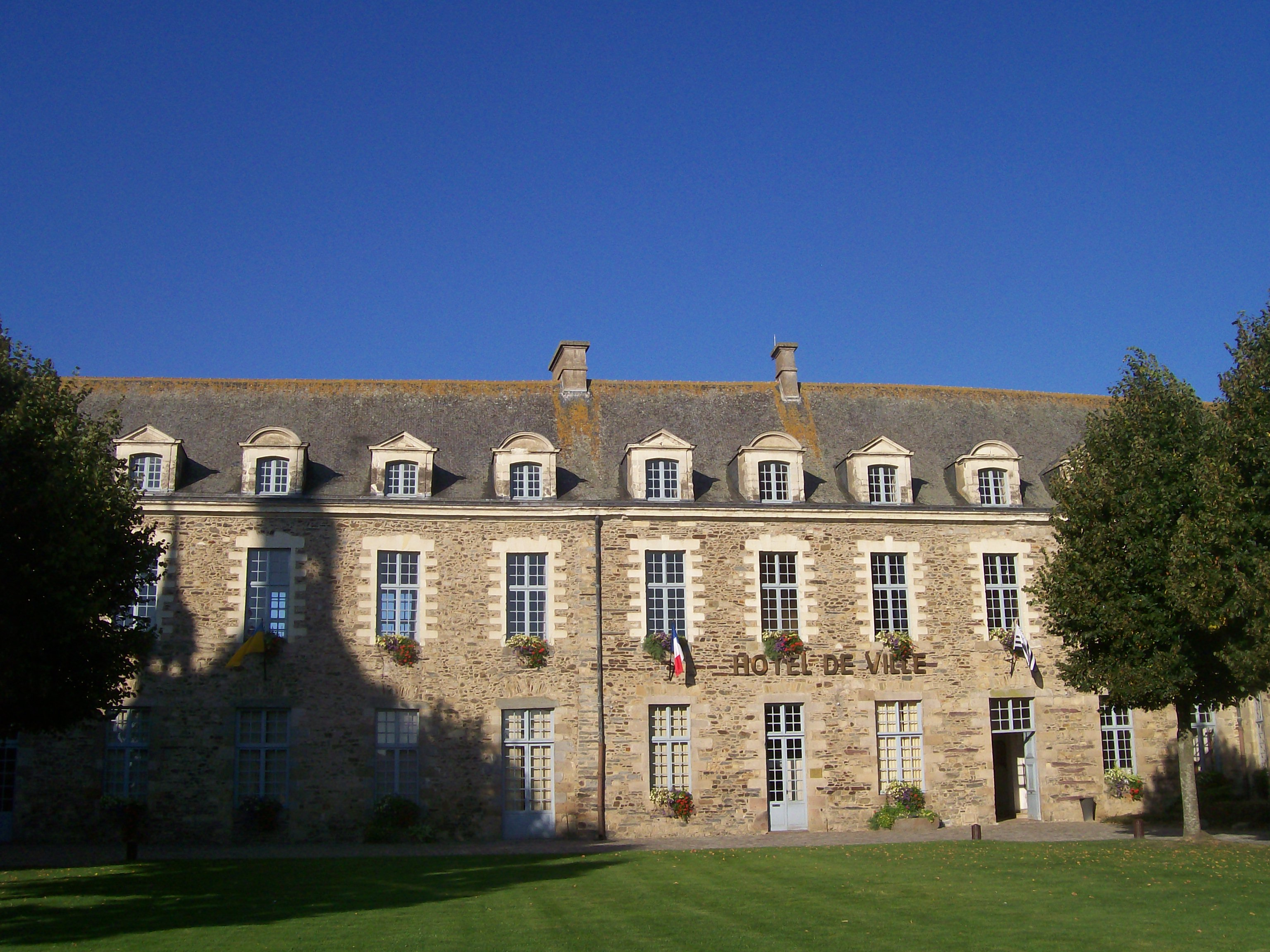
Ayuntamiento, situado en el patio del castillo.